# Friedrich von der Goltz (Landrat)
Friedrich Ludwig Heinrich Johannes von der Goltz (* 12. Oktober 1856 in Burgsteinfurt; † 29. September 1905 in Eisenach) war ein deutscher Verwaltungsjurist und Abgeordneter.

## Leben
Friedrich war ein Sohn des Baurates Karl Freiherr von der Golz (1802–1878) und dessen Ehefrau Angelika, geborene Rumpf (1823–1875). Goltz, der evangelischer Konfession war, heiratete am 19. März 1888 in Graudenz in erster Ehe Else Neumann. Nachdem die Ehe am 28. März 1896 geschieden wurde, heiratete er am 27. August 1898 in Wiesbaden Marie Karoline Luise von der Leyen.
Er besuchte das Gymnasium in Burgsteinfurt und studierte anschließend Rechts- und Staatswissenschaften an den Universitäten Tübingen, Göttingen, Berlin und Bonn. Er war Mitglied der Studentenverbindung Saxonia Tübingen. 1878 bestand er das Referendarexamen beim Appellationsgericht Köln und war dann Rechtsreferendar beim Kreisgericht Steinfurt/Westfalen. 1879 bis 1881 studierte er erneut an den Universitäten Leipzig und Berlin und setzte dann sein Referendariat fort. Hierbei war er an verschiedenen Gerichten in Ratibor, Görlitz und Danzig eingesetzt. 1884 legte er das zweite Staatsexamen ab und wurde im Oktober 1884 Assessor bei der Regierung Trier. 1886 wurde er Landrat im neu gebildeten Landkreis Westerburg. 1893 wurde er Landrat im Oberlahnkreis. Im Jahr 1900 wurde er wegen Dienstunfähigkeit pensioniert.
1894 bis 1901 war er Abgeordneter im Nassauischen Kommunallandtag. 1901 legte er das Mandat nieder.